# Ulhówek (gmina)
Ulhówek (do 1951 gmina Tarnoszyn) – gmina wiejska w województwie lubelskim, w powiecie tomaszowskim. W latach 1975–1998 gmina położona była w województwie zamojskim.
Siedzibą gminy jest Ulhówek mający najbardziej peryferyjne położenie względem miasta wojewódzkiego w całym województwie lubelskim. Do Lublina z Ulhówka jest aż 148 km.
Według danych z 30 czerwca 2004 gminę zamieszkiwało 5300 osób.
Gmina Ulhówek powstała 26 listopada 1951 po przeniesieniu siedziby gminy Tarnoszyn z Tarnoszyna do Ulhówka z równoczesną zmianą nazwy gminy.

## Położenie
Sąsiednie gminy: Dołhobyczów, Jarczów, Lubycza Królewska, Łaszczów, Telatyn. Gmina sąsiaduje z Ukrainą.
Według danych z roku 2002 gmina Ulhówek ma obszar 146,55 km², w tym: użytki rolne 86%, użytki leśne 7%.
Gmina stanowi 9,85% powierzchni powiatu.

## Demografia

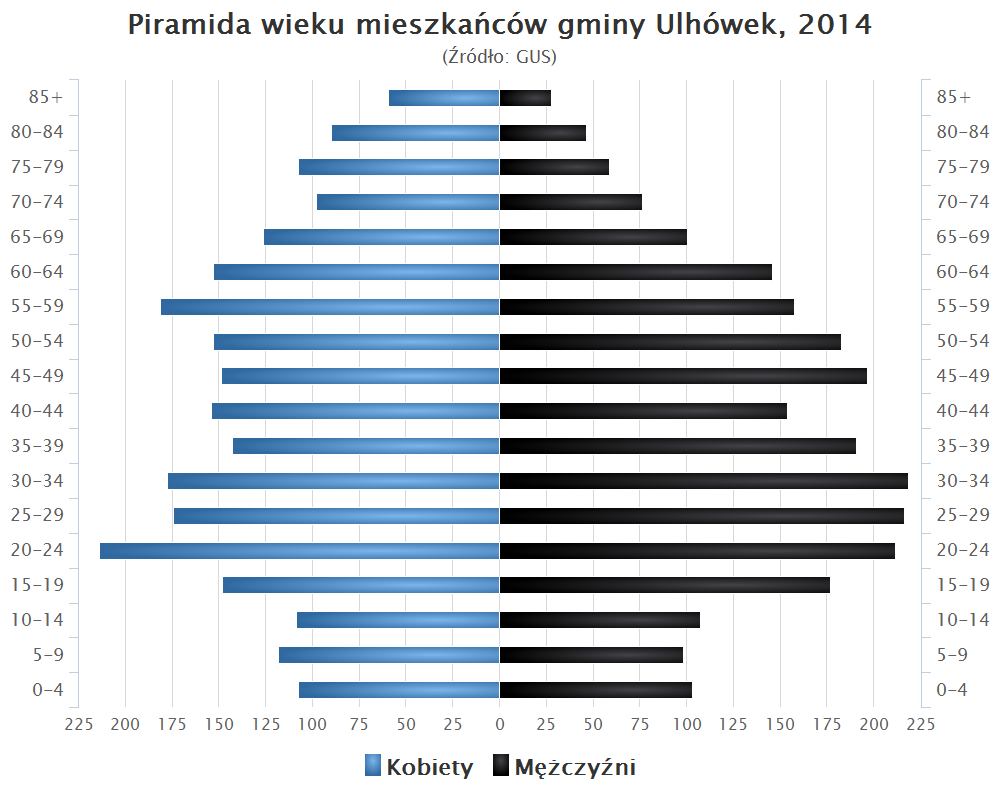
Piramida wieku mieszkańców gminy Ulhówek w 2014 roku

Dane z 30 czerwca 2004:
| Opis                              | Ogółem | Ogółem | Kobiety | Kobiety | Mężczyźni | Mężczyźni |
| --------------------------------- | ------ | ------ | ------- | ------- | --------- | --------- |
| jednostka                         | osób   | %      | osób    | %       | osób      | %         |
| populacja                         | 5300   | 100    | 2656    | 50,1    | 2644      | 49,9      |
| gęstość zaludnienia (mieszk./km²) | 36,2   | 36,2   | 18,1    | 18,1    | 18        | 18        |

## Sołectwa
Budynin, Dębina, Dębina-Osada, Dyniska, Hubinek, Korczmin, Korczmin-Osada, Krzewica, Machnówek, Magdalenka, Oserdów, Podlodów, Rokitno, Rzeczyca, Rzeplin, Rzeplin-Osada, Szczepiatyn, Szczepiatyn-Osada, Tarnoszyn, Ulhówek (2 sołectwa), Wasylów, Wasylów Wielki, Żerniki.

## Sąsiednie gminy
Lubycza Królewska, Jarczów, Łaszczów, Telatyn, Dołhobyczów